# Croignon
Croignon is een gemeente in het Franse departement Gironde (regio Nouvelle-Aquitaine) en telt 451 inwoners (2005). De plaats maakt deel uit van het arrondissement Bordeaux.

## Geografie
De oppervlakte van Croignon bedraagt 4,6 km², de bevolkingsdichtheid is 98,0 inwoners per km².
De onderstaande kaart toont de ligging van Croignon met de belangrijkste infrastructuur en aangrenzende gemeenten.

## Demografie
Onderstaande figuur toont het verloop van het inwonertal (bron: INSEE-tellingen).